# Sarinda panamae
Sarinda panamae là một loài nhện trong họ Salticidae.
Loài này thuộc chi Sarinda. Sarinda panamae được María Elena Galiano miêu tả năm 1965.